# Piano edilizia economica popolare
Il P.E.E.P. (acronimo di piano edilizia economica popolare), in Italia, è uno strumento urbanistico di pianificazione territoriale. 

## Legislazione
Introdotto dalla legge 18 aprile 1962, n. 167 è un piano attuativo inserito all'interno del piano regolatore generale comunale (ove previsto); serve all'amministrazione comunale per programmare, gestire e pianificare tutti gli interventi riguardanti l'edilizia residenziale popolare, cioè per agevolare l’acquisto della casa ai meno abbienti.